# Benoît Philippe
Benoît Philippe [bönoa filip] (* 9. leden 1959 Baden-Baden) je lingvista, učitel, překladatel a spisovatel píšící v esperantu.

## Život
Benoît Philippe se narodil v někdejší francouzské části města Baden-Baden, kde od roku 1963 navštěvoval francouzskou mateřskou a základní školu a poté francouzské gymnázium. Zde se roku 1969 začal seznamovat s němčinou, mateřštinou svých rodičů, kteří se narodili v německojazyčném Lotrinsku (Francie). V roce 1976 složil francouzskou maturitní zkoušku (baccalauréat).
V letech 1976–1983 studoval Benoît Philippe německou a francouzskou filologii na Univerzitě Alberta-Ludvíka ve Freiburgu, kde se naučil okcitánsky a rumunsky. Na začátku svého studia objevil náhodou v knihkupectví v alsaském Colmaru učebnici esperanta, které si poté (1980) se svým přítelem Hubertem Schweizerem (esperantista od roku 1973) osvojil. V letech 1983–1991 absolvoval nástavbové studium lingvistiky a francouzské literatury na Univerzitě v Kostnici a promoval jako doktor filozofie, dizertační práce: Sprachwandel bei einer Plansprache am Beispiel des Esperanto (Vývojové tendence plánového jazyka na příkladu esperanta).
V roce 1993 se Benoît Philippe vzdal francouzské státní příslušnosti a přijal německé občanství. Poté pracoval jako gymnaziální učitel francouzštiny a němčiny v Tuttlingenu a od roku 1995 v Drážďanech, kde od roku 2001 spravoval Saskou knihovnu esperanta. Počínaje rokem 2016 začal vyučovat francouzštinu a němčinu v Německé škole v Praze (Deutsche Schule Prag).

## Dílo
- Gedichte. Freiburg 1979.
- Sprachwandel bei einer Plansprache am Beispiel des Esperanto (Lingva evoluo en planlingvo ekzemple de Esperanto). Hartung-Gorre, Konstanz 1991. ISBN 3891914806.
- Glaŭka lum'. Geja antologio. Pro Esperanto/Fundación Esperanto, Vieno/Zaragoza 1994. ISBN 3851820169.
- Alphabetischer Katalog der Sächsischen Esperanto-Bibliothek. Alfabeta katalogo de la Saksa Esperanto-Biblioteko (3 Bände). Sächsische Esperanto-Bibliothek, Dresden 2001, 2007, 2016.
- Verse reversi. Originalaj poemoj. Mondial, Novjorko 2008. ISBN 9781595690975.
- Kvazaŭ varfo. Originalaj poemoj. Mondial, Novjorko 2016. ISBN 9781595693327.

### Překlady
- Badenlanda legendaro de la Konstanca Lago. KAVA-PECH, Dobřichovice 1998. ISBN 8085853396.
- Helfricht, Jürgen: La Dresdena Sinjorina preĝejo. Kroniko de la jaro 1000 ĝis hodiaŭ. KAVA-PECH, Dobřichovice 2013. ISBN 9788087169421.